# O Julissi
O Julissi är en låt framförd av den belgiska musikgruppen Ishtar. Låten representerade Belgien vid Eurovision Song Contest 2008 i Belgrad i Serbien. Låten är skriven av Michel Vangheluwe, en av gruppmedlemmarna.
Bidraget framfördes i den första semifinalen den 20 maj 2008 men tog sig inte vidare till final. Det slutade på sjuttonde plats med 16 poäng.